# El cielo dividido
El cielo dividido je mexický hraný film z roku 2006, který režíroval Julián Hernández podle vlastního scénáře. Snímek měl světovou premiéru na Mezinárodním filmovém festivalu v Berlíně dne 14. února 2006.

## Děj
Student Gerard jednoho dne potká Jonase a znamená to lásku na první pohled. Jejich vztah však po čase dostane trhliny, když Jonas v nočním klubu potká jiného kluka. Gerard je z toho zlomený. Jeho stesku využije Sergio, který je do Gerarda již nějakou dobu tajně zamilovaný.

## Obsazení
| Miguel Ángel Hoppe | Gerardo |
| Fernando Arroyo    | Jonás   |
| Alejandro Rojo     | Sérgio  |
| Ignacio Pereda     | Bruno   |
| Klaudia Aragon     | Emilia  |
| Clarissa Rendón    | María   |